# Bathochromer Effekt
Der bathochrome Effekt, auch Rotverschiebung genannt, beschreibt eine Farbvertiefung, also eine Verschiebung des Absorptionsspektrums in den längerwelligen, energieärmeren Bereich des elektromagnetischen Spektrums.

## Grundlagen
Bei organischen Farbstoffen bewirken die bathochromen Gruppen −OH, −NH2, -NR2 und −OCH3 als Auxochrome eine Verschiebung des Absorptionsspektrums von Violett über Blau, Cyan, Grün und Gelb bis Rot. Durch diese Änderung in der Absorption des Substrats ändert sich die „wahrgenommene Farbe“ des gefärbten Körpers entsprechend komplementär von Rot bis Violett.
Die Stärke des bathochromen Effekts wird durch die Struktur des Moleküls und bestimmte Substituenten beeinflusst. Diese Einflüsse führen zu einer stärkeren Delokalisierung der π-Elektronen. Je stärker die π-Elektronen eines Moleküls delokalisiert sind, desto weniger Energie ist für ihre Anregung nötig. Das zur Anregung benötigte Licht wird absorbiert, der absorbierende Körper erscheint in der entsprechenden Komplementärfarbe.
Cyclische Strukturen haben einen schwächeren bathochromen Effekt als lineare. Chromophore und insbesondere konjugierte Systeme von Chromophoren haben einen stärkeren bathochromen Effekt.
Substituenten mit einem bathochromen Effekt (Bathochrome) beeinflussen die Mesomerie des Chromophors. Dadurch liegen die π-Elektronen in stärker delokalisierter Form vor. Auxochrome wie die −NH2-Gruppe verursachen eine Farbvertiefung. Werden die H-Atome an der −NH2 Gruppe durch Alkyl- oder Aryl-Reste substituiert, so verstärkt sich die Farbvertiefung, da das freie Elektronenpaar stärker an der Mesomerie teilhaben kann. Ob ein Auxochrom batho- oder hypsochrom (farberhöhend) wirkt, hängt von der Stellung am Chromophor ab. Besonders intensiv wird der bathochrome Effekt, wenn sich an ein und demselben Farbstoffmolekül eine auxochrome (+M) und die antiauxochrome (−M) funktionelle Gruppe in ihrer Wirkung ergänzen. Wobei die eine funktionelle Gruppe die Elektronendichte am π-Elektronensystem erhöht (+M-Effekt), während die andere sie gleichzeitig zu verringern sucht (−M-Effekt). Allgemein wird die Mesomerie durch ein Push-Pull-System verstärkt.
Bei Salzen von bestimmten Farbstoffen tritt eine Farbvertiefung (Halochromie) auf. Wird eine Hydroxygruppe eines Phenols deprotoniert, so beteiligen sich die entstehenden freien Elektronenpaare der Phenolat-Gruppe stärker an der Mesomerie und das Absorptionsmaximum wird verschoben.

## Anwendung
Allgemein wird durch das Einfügen bathochromer Gruppen ein Farbstoff mit anderer Farbe hergestellt. Der halochrome Effekt wird bei Indikatoren genutzt, da der Farbumschlag bei einem bestimmten pH-Wert der Lösung erfolgt.

## Verwandte Begriffe
Resultiert die bathochrome Verschiebung aus einer negativ geladenen (salzartigen) Gruppe, so wird dies als halochromer Effekt bezeichnet. Führen Substituenten oder funktionelle Gruppen zur Verschiebung des Absorptionsspektrums eines Stoffs in Richtung kürzerer Wellenlängen, ist dies im Gegensatz zum bathochromen Effekt ein hypsochromer Effekt.